# Eugene (Oregón)

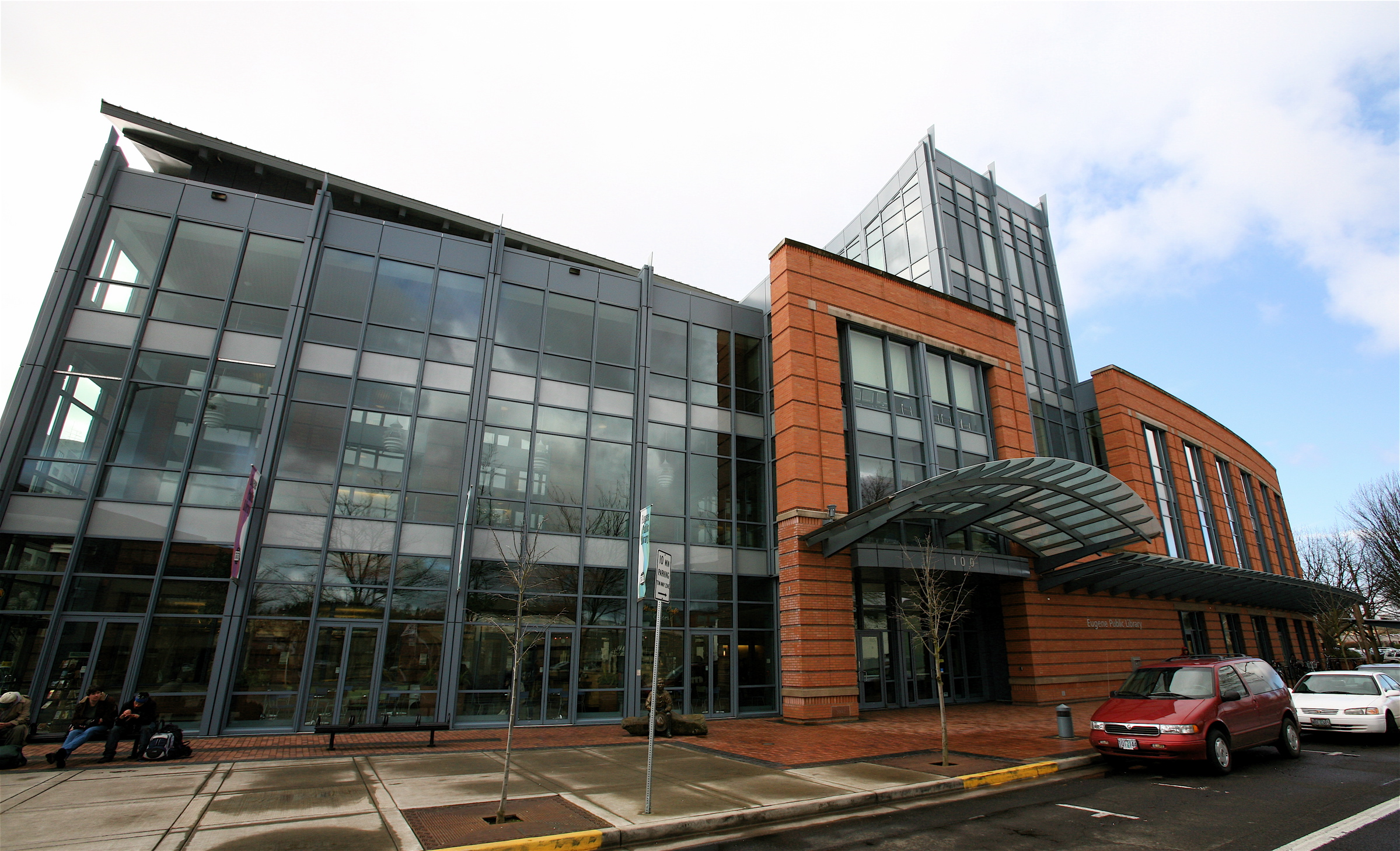
Biblioteca Pública de Eugene

Eugene es una ciudad situada en el condado de Lane, en el estado de Oregón, Estados Unidos. Tiene una población estimada, a mediados de 2023, de 177 899 habitantes.
Es la sede del condado.
Está ubicada en el extremo sur del valle de Willamette, cerca de la confluencia de los ríos McKenzie y Willamette, a unos 80 km al este del océano Pacífico.
En el centro de la ciudad se encuentra la Universidad de Oregón.

## Historia
El nombre de la ciudad viene de su fundador, Eugene Franklin Skinner, quien construyó la primera cabaña en la zona en 1846.

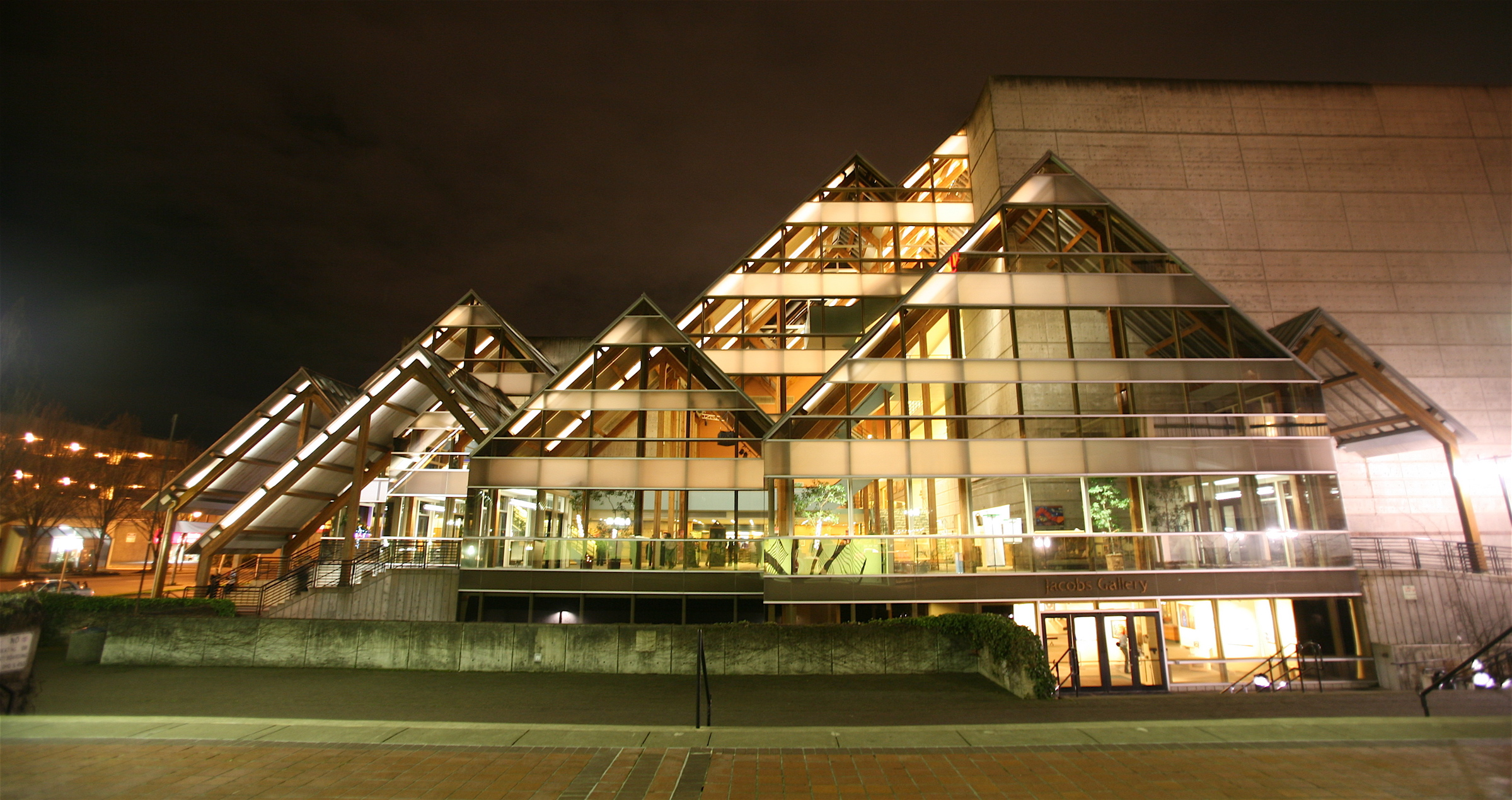
Hult Center for the Performing Arts

En los años siguientes el lugar pasó a ser conocido como "Skinner's Mudhole" (El Hoyo de Lodo de Skinner). En 1852, Skinner donó las primeras tierras para fundar una ciudad. Al año siguiente, el lugar pasó a llamarse Eugene City y se convirtió en la sede del condado de Lane. Hacia 1858 tenía más de 500 habitantes.
La fundación oficial se concretó en 1862, lo que allanó el camino para transformar “Skinner’s Mudhole” en el centro comercial y cultural del alto Valle de Willamette.

## Geografía
Según la Oficina del Censo, la ciudad tiene una superficie total de 115.41 km², de los cuales 115.23 km² corresponden a tierra firme y 0.18 km² están cubiertos de agua.

## Demografía
Según el censo de 2020, en ese momento la ciudad tenía una población de 176 654 habitantes. La densidad de población era de 1533.06 hab./km².
| Composición racial     | Habitantes | Porcentaje |
| ---------------------- | ---------- | ---------- |
| Blancos                | 137 514    | 77.8%      |
| Afroamericanos         | 3112       | 1.8%       |
| Amerindios             | 2038       | 1.2%       |
| Asiáticos              | 7207       | 4.1%       |
| Isleños del Pacífico   | 543        | 0.3%       |
| De otras razas         | 7261       | 4.1%       |
| De una mezcla de razas | 18 979     | 10.7%      |
| Total                  | 176 654    | 100.0%     |

Del total de la población, el 10.6% eran hispanos o latinos de cualquier raza.